# گندم‌زار با کلاغ‌ها
گندم‌زار با کلاغ‌ها (نام انگلیسی: Wheat Field with Crows، نام هلندی: Korenveld met kraaien) یکی از مشهورترین نقاشی‌های ونسان ون گوگ، نقاش هلندی است.
تابلوی «گندم‌زار با کلاغ‌ها» که در ژوئیه ۱۸۹۰ کشیده شده به عنوان آخرین اثر ون گوگ معروف است ولی در این زمینه میان پژوهشگران هنر اختلاف نظر وجود دارد.
تابلوی «گندم‌زار با کلاغ‌ها» در موزه ون گوگ در آمستردام نگهداری می‌شود.